# Ghianda

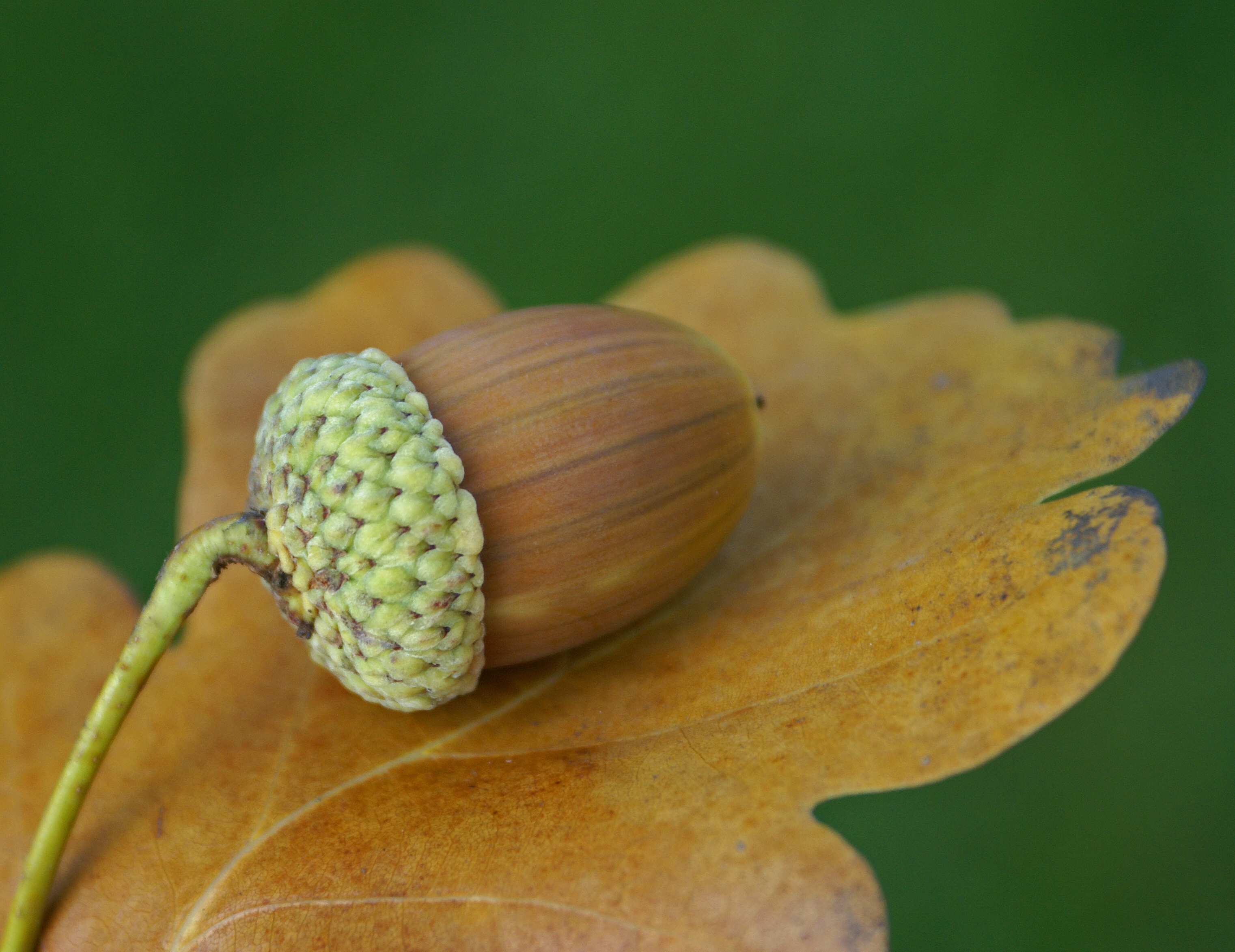
Esempio di ghianda

La ghianda è il frutto delle querce, alberi appartenenti ai generi Quercus (Europa), Lithocarpus (Asia e Nord America) e Notholithocarpus densiflorus (Nordamerica) nella famiglia Fagaceae.

## Descrizione

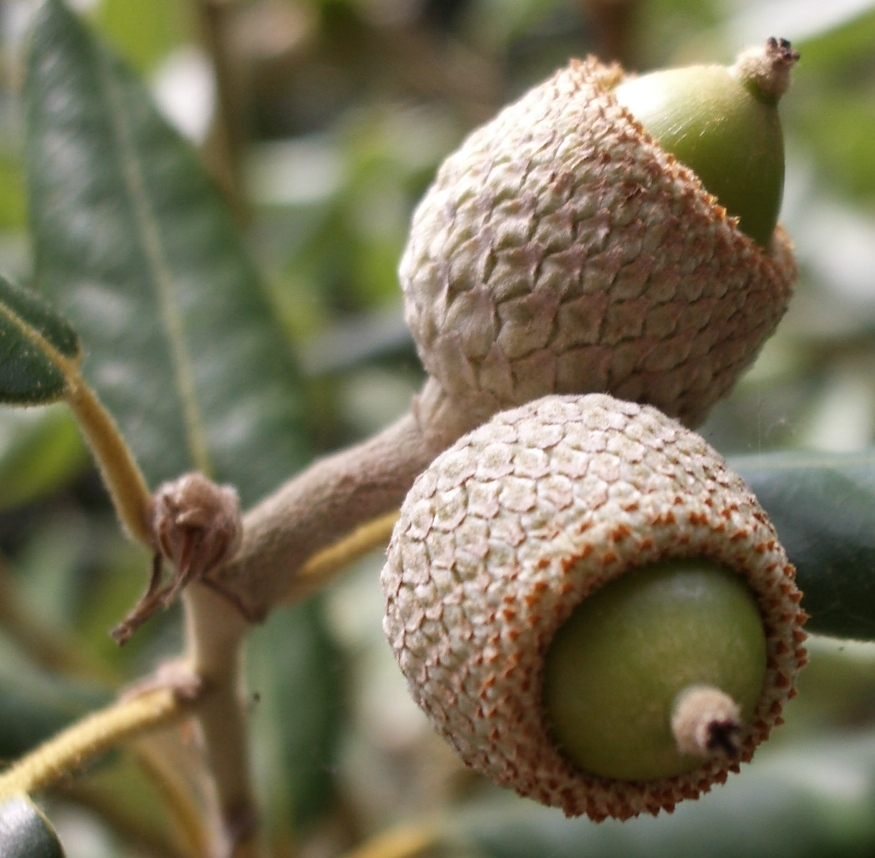
Ghiande di Quercus ilex

È un frutto secco e indeiscente del tipo noce, rivestito solo parzialmente da una cupola e contenente di norma un singolo seme (raramente due). Ha una forma pressoché cilindrica.
Le caratteristiche morfologiche delle ghiande costituiscono un importante elemento diagnostico nella determinazione a livello specifico del genere Quercus.
Le ghiande rappresentano un'importante parte della dieta di molti animali: uccelli (come ad es. le ghiandaie, i piccioni, alcuni anseriformi e molte specie di picchi), piccoli mammiferi (es. topi, scoiattoli). Altri mammiferi di grossa e media taglia come cinghiali, orsi e cervi si nutrono di ghiande che possono rappresentare fino al 25% della loro dieta autunnale.
Le ghiande contengono, in percentuali variabili a seconda della specie, una grande quantità di proteine, carboidrati, grassi, minerali e vitamine.
Un tempo venivano utilizzate quale alimentazione per i maiali dato l'elevato potere nutritivo del frutto. Oggi, la ghianda come alimento principale per i suini è ancora utilizzata in Spagna e in Italia (Calabria) per la produzione di qualità pregiate di prosciutto come quello di Suino Nero.